# Rosenküchle

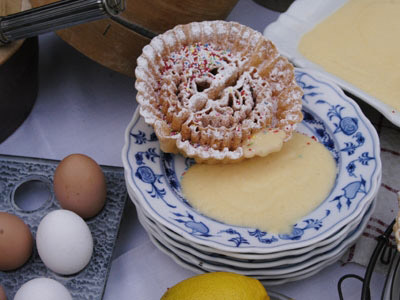
Angerichtet!

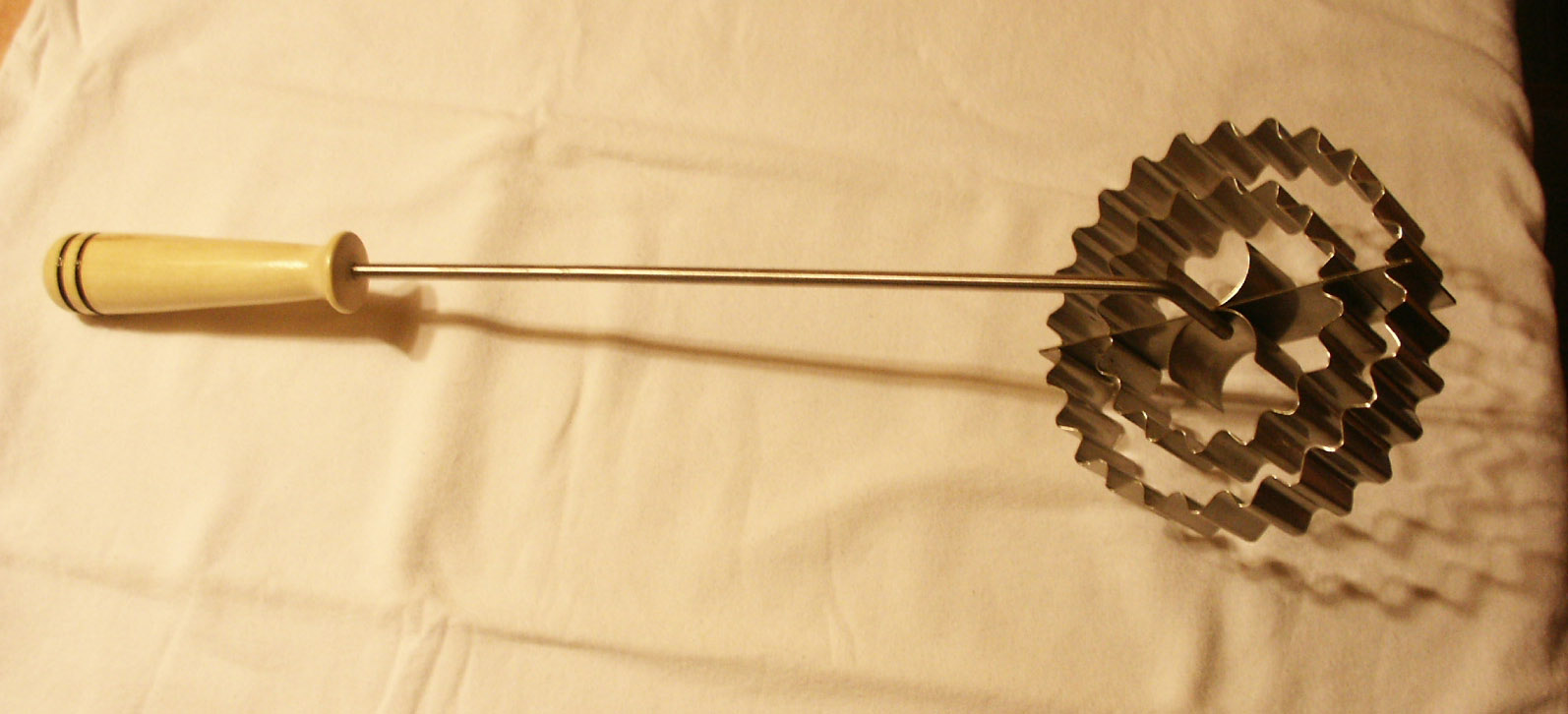
Das Roseneisen

Rosenküchle ist ein altes traditionelles Eiergebäck der schwäbischen Küche.
Der Grundteig besteht aus Milch, Mehl, Zucker, Salz und Eiern.
Man benötigt ein spezielles Roseneisen, welches es in verschiedenen Formen gibt, beispielsweise als Schnecke, Stern, Herz, Blumenrosette oder auch als Schmetterling.

## Herstellung
Das Roseneisen in einem Topf mit heißem Pflanzenfett oder Schmalz mindestens 10 Minuten erhitzen. Danach herausnehmen und Fett etwas abtropfen lassen. Nun das Eisen einige Sekunden in den Teig bis knapp unter den Rand tauchen. Eine dünne Teigschicht haftet nun am Eisen. Diese knapp eine Minute in dem heißen Fett knusprig ausbacken, dabei etwas bewegen. Damit sich das Rosenküchle vom Eisen löst, eventuell den Stiel an den Topfrand klopfen. Mit einem Seihlöffel das Gebäck eventuell kurz wenden, noch ein wenig backen lassen und aus dem Fett nehmen. Auf ein Küchenkrepp zum Abtropfen legen.  

## Geschichte
Rosenküchlein (frz. Beignet a la rose) wurden schon vor 1700 in Elsass gebacken. Im 1711 wurden Rosenküchlein bei Zunftversammlungen in Basel serviert. Ein Rezept von 1742 ist bekannt.